# Ngawang Tshering
Ngawang Tshering foi um Desi Druk do reino do Butão, reinou de 1701 até 1704. Foi antecedido no trono por Gedun Chomphel, tendo-lhe seguido Umdze Peljor.